# Axiat
Axiat è un comune francese di 26 abitanti situato nel dipartimento dell'Ariège nella regione dell'Occitania.

## Patrimonio storico
- Chiesa di San Giuliano

## Società

### Evoluzione demografica
Abitanti censiti